# Le Phare des Sanguinaires
Le Phare des Sanguinaires est une des nouvelles des Lettres de mon moulin d'Alphonse Daudet. 

## Publication
Le Phare des Sanguinaires est initialement publié dans Le Figaro du 22 août 1869, avant d'être inséré dans la première édition en recueil par Hetzel, la même année, des Lettres de mon moulin.

## Résumé
Au phare des Sanguinaires, « là-bas, sur la côte corse, à l’entrée du golfe d’Ajaccio » (inspiré par le phare des îles Sanguinaires), le narrateur assiste aux travaux quotidiens des gardiens. L'endroit est propice à la rêverie et à la contemplation des paysages maritimes : « Au dehors, le noir, l’abîme. Sur le petit balcon qui tourne autour du vitrage, le vent court comme un fou, en hurlant. Le phare craque, la mer ronfle. À la pointe de l’île, sur les brisants, les lames font comme des coups de canon… »
Au cœur du récit, l'auteur écoute le vieux Bartoli lui raconter la mort en plein repas de son camarade Tchéco : 
« Tout à coup, voilà mon camarade qui s’arrête de manger, me regarde un moment avec de drôles d’yeux, et, pouf ! tombe sur la table, les bras en avant. Je vais à lui, je le secoue, je l’appelle :
« — Oh ! Tché !… Oh Tché !…
« Rien ! il était mort… Vous jugez quelle émotion ! Je restai plus d’une heure stupide et tremblant devant ce cadavre, puis, subitement cette idée me vient : « Et le phare ! » Je n’eus que le temps de monter dans la lanterne et d’allumer. »

## Adaptation
Le Phare des Sanguinaires a été enregistré par Fernandel.